# Лунка-Черній-де-Жос (комуна)
Лунка-Черній-де-Жос (рум. Lunca Cernii de Jos) — комуна у повіті Хунедоара в Румунії. До складу комуни входять такі села (дані про населення за 2002 рік):
- Валя-Бабій (30 осіб)
- Гура-Бордулуй (81 особа)
- Лунка-Черній-де-Жос (205 осіб) — адміністративний центр комуни
- Лунка-Черній-де-Сус (251 особа)
- Мерія (270 осіб)
- Негою (241 особа)
- Финтина (38 осіб)
- Чуміца

Комуна розташована на відстані 304 км на північний захід від Бухареста, 35 км на південний захід від Деви, 148 км на південний захід від Клуж-Напоки, 108 км на схід від Тімішоари.

## Населення
За даними перепису населення 2002 року у комуні проживали 1116 осіб, усі — румуни. Усі жителі комуни рідною мовою назвали румунську.
Склад населення комуни за віросповіданням:
| Релігія            | Кількість осіб | Відсоток |
| ------------------ | -------------- | -------- |
| православні        | 966            | 86,6%    |
| п'ятдесятники      | 105            | 9,4%     |
| баптисти           | 43             | 3,9%     |
| не вказали релігію | 1              | 0,1%     |